# Suore domenicane della Congregazione di Nostra Signora del Santo Rosario (Sparkill)
Le suore domenicane della Congregazione di Nostra Signora del Santo Rosario, dette di Sparkill (in inglese Dominican Sisters of the Congregation of Our Lady of the Holy Rosary), sono un istituto religioso femminile di diritto diocesano.

## Storia
La congregazione fu fondata a New York il 6 maggio 1876 dalle sorelle Alice Madeline e Lucy Thorpe sotto la direzione di John Antoninus Rochford, padre provinciale dei frati predicatori, e con l'approvazione di John McCloskey, arcivescovo di New York.
Nel 1884 fu aperta una casa a Sparkill e nel 1889 vi fu inaugurato il Saint Agnes Convent, dove fu trasferita la casa-madre.

## Attività e diffusione
Le suore si dedicano soprattutto all'istruzione della gioventù, ma anche all'assistenza agli orfani, ad attività sociali in favore di carcerati ed ex detenute, al lavoro nelle missioni.
Oltre che negli Stati Uniti d'America, sono presenti in Pakistan. La sede generalizia è a Sparkill.
Nel 1974 l'istituto contava 685 religiose professe e 55 case .